# Esbjerg
Esbjerg est une ville du Danemark. Elle est située dans le sud-ouest de la péninsule du Jutland et donne sur la mer du Nord.
Depuis le 1er janvier 2007, Esbjerg est le chef-lieu de la commune d'Esbjerg, dans la région du Danemark du Sud. En 2019, la ville comptait 72 168 habitants, la commune 115 652 habitants.

## Économie

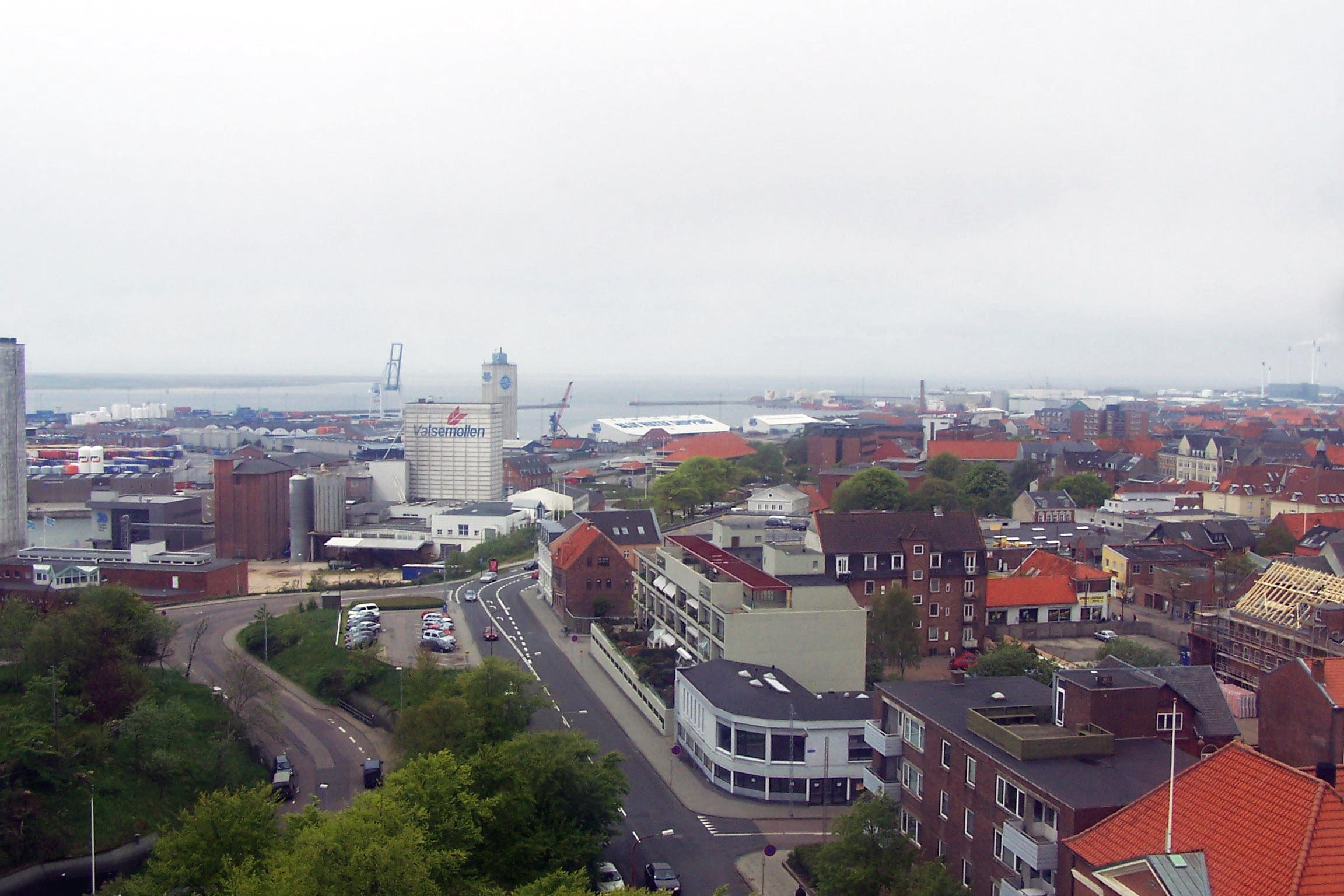
Le port vu du château d'eau.

Esbjerg possède le plus important port du Danemark sur la mer du Nord. Celui-ci a été créé au XIXe siècle pour consolider la présence danoise dans le Jutland après la perte de la partie au sud du fleuve Kongeå (da), lors du conflit de 1864 avec la Prusse. Ses capacités en traitement de poissons se sont largement industrialisées, notamment dans la fabrication de farines pour l'alimentation animale.
Le parc éolien de Horns Rev, le plus grand parc éolien offshore au monde situé à 30 km au large, est desservi par le port d'Esbjerg.

## Transports

### Transports routiers
Esbjerg est connectée au réseau autoroutier danois par l'autoroute E 20 (Esbjergmotorvejen).
aéroport Esbjerg

### Transports en commun
Esbjerg est reliée au réseau ferroviaire danois par les lignes Lunderskov-Esbjerg et Esbjerg-Struer. La gare d'Esbjerg offre des liaisons directes à destinations de grandes villes du pays (Copenhague, Aarhus, Odense).
Esbjerg comporte aussi un réseau de bus urbains (Esbjerg Bybusser) composé de 16 lignes appartenant à Sydtrafik. Restructuré en 2017, il dessert toutes les quartiers de la ville en s'appuyant sur 3 axes forts désignés par des lettres A, B et C.

### Transports maritimes
Les liaisons en ferry avec les îles britanniques qui se faisaient avec le port de Harwich ont été arrêtées en 2014. Une ligne de ferry relie le port à l'île de Fanø en une douzaine de minutes.

## Édifices et monuments

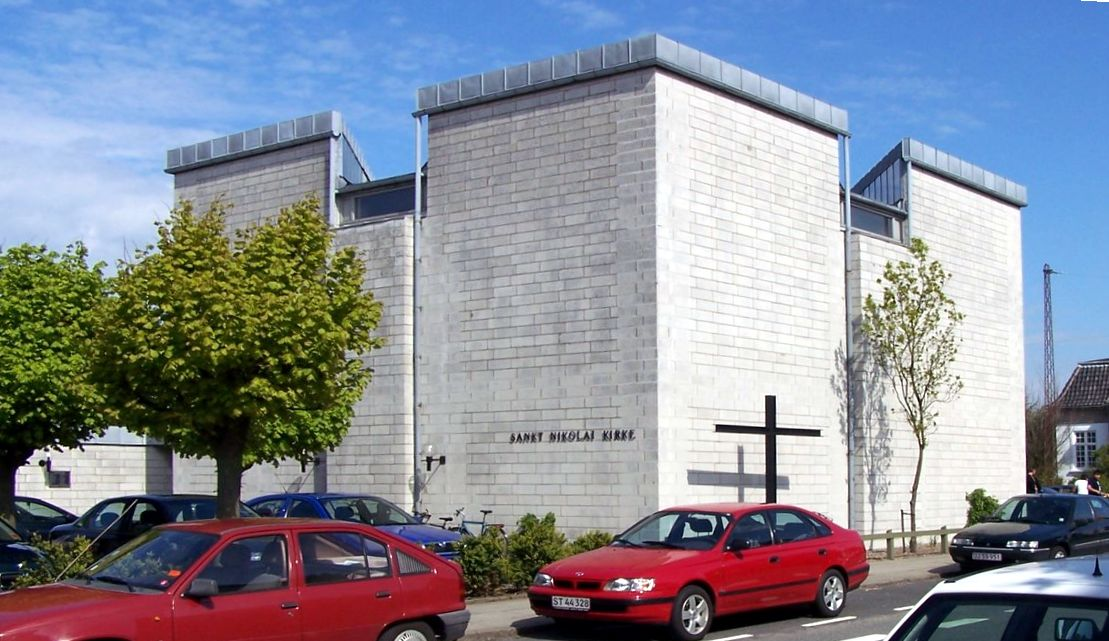
L'église catholique Saint-Nicolas.
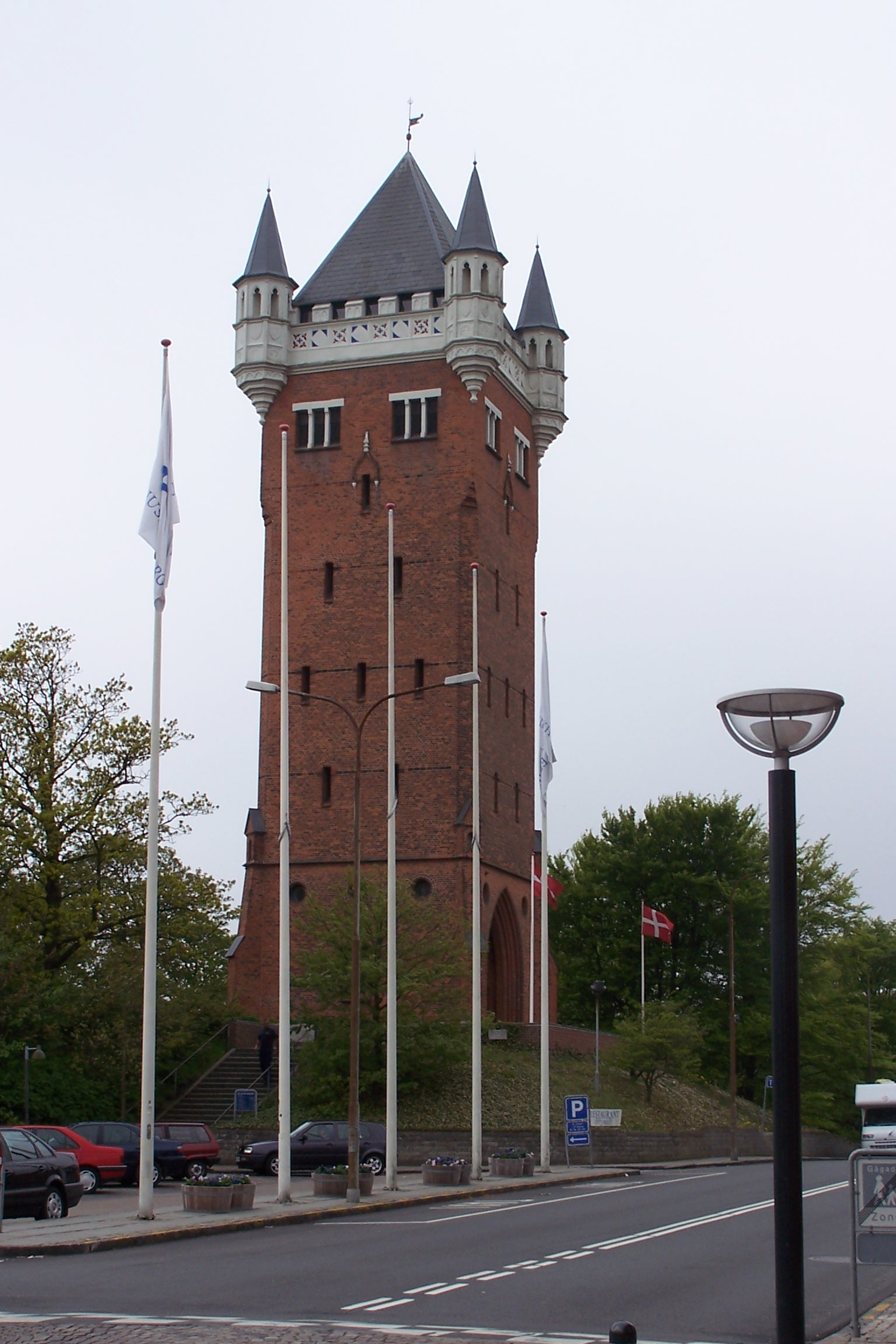
Le château d'eau de la ville.
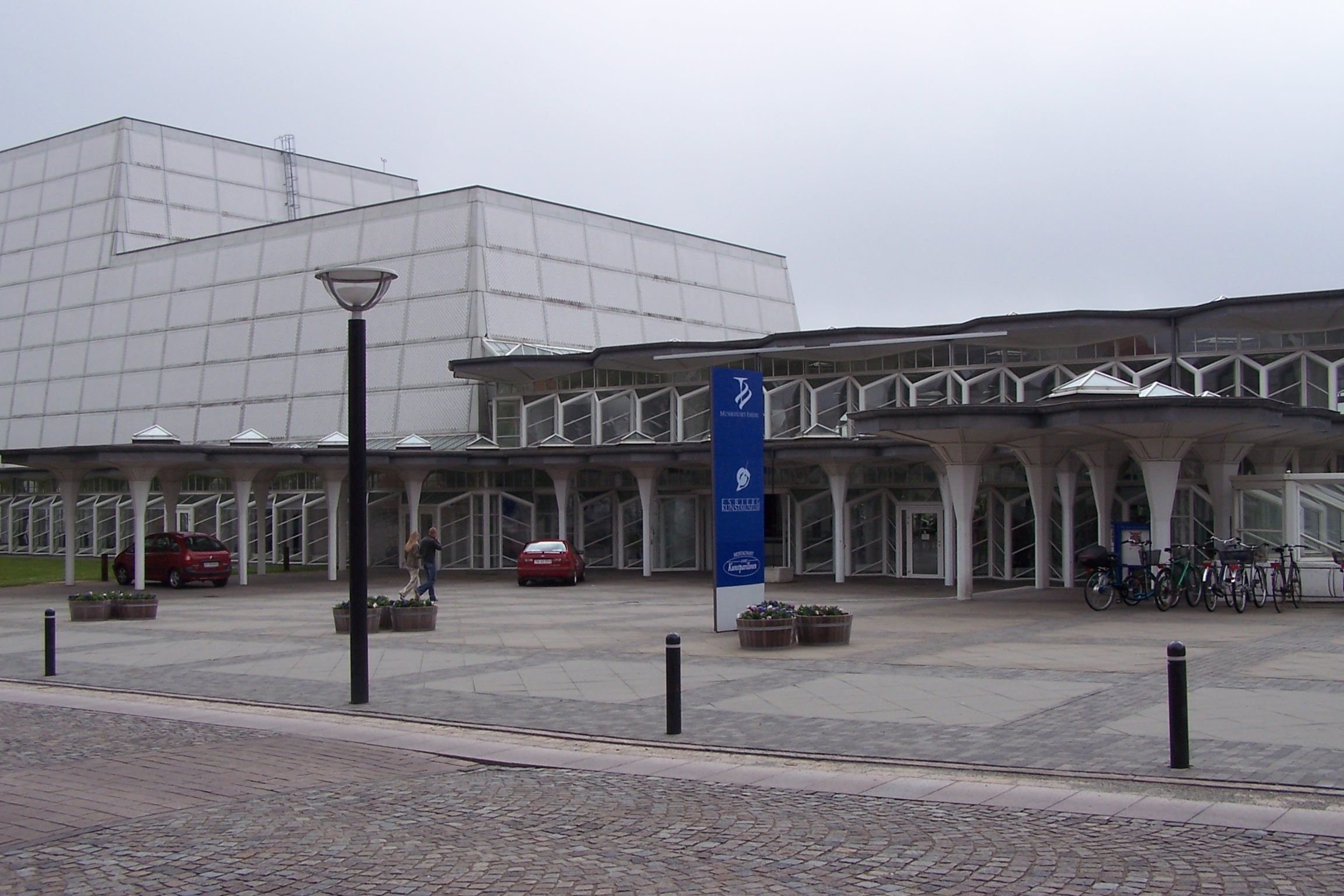
Le palais de la Musique.
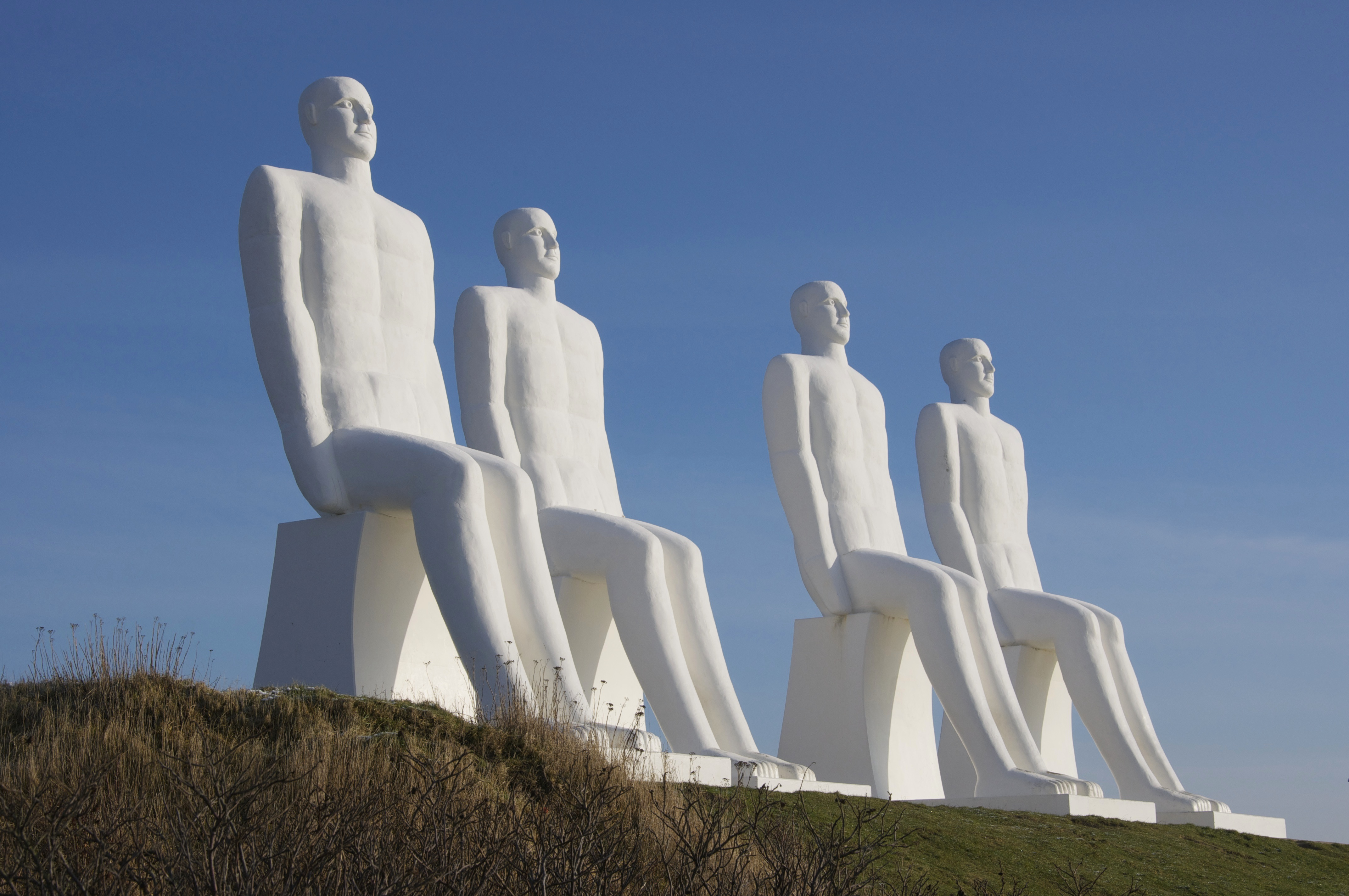
L'Homme rencontre la Mer.

## Sports
Football
- Esbjerg fB

Hockey sur glace
- Esbjerg fB Ishockey

Handball
- Team Esbjerg
- Ribe-Esbjerg HH

## Jumelages
La ville d'Esbjerg est jumelée avec :
- Fjarðabyggð (Islande) ;
- Jyväskylä (Finlande) ;
- Maniitsoq (Groenland) ;
- Stavanger (Norvège) ;
- Suzhou (Chine) ;
- Szczecin (Pologne).